# Лейкленд (Миннесота)

Лейкленд (англ. Lakeland) — город в округе Вашингтон, штат Миннесота, США. На площади 7,6 км² (5,5 км² — суша, 2,1 км² — вода), согласно переписи 2010 года, проживают 1796 человек.
Через город проходит межштатная автомагистраль I-94.
- Телефонный код города — 651
- Почтовый индекс — 55043
- FIPS-код города — 27-34622[1]
- GNIS-идентификатор — 0646406[2]

## Демография
По состоянию на 2000 год медианный доход на одно домашнее хозяйство в городе составлял $76 350, доход на семью $79 772. У мужчин средний доход — $50 540, а у женщин — $37 222. Средний доход на душу населения — $30 019. 2,1 % семей или 3,1 % населения находились ниже порога бедности, в том числе 3,1 % молодёжи младше 18 лет и 4,7 % взрослых в возрасте старше 65 лет.
Согласно данным переписи 2010 года насчитывалось 681 домашнее хозяйство и 521 семья проживающих в городе. Плотность населения — 335 человек на квадратный км. Плотность размещения домовладений — 135,8 на квадратный км. Расовый состав: 97,2 % — белые, 1,1 % — азиаты, 0,3 % чернокожие, 0,2 % — коренные американцы, 0,1 % — гавайцы или выходцы с островов Океании, 0,2 % — другие расы, 0,9 % — потомки двух и более рас.